# Växjö (comuna)
Växjö (em sueco: Växjö kommun;  PRONÚNCIA) ou Vexiônia é uma comuna da Suécia localizada no condado de Kronoberg. Está situada numa zona florestal no sul do planalto do sul da Suécia (Sydsvenska höglandet). Sua capital é a cidade de Växjö. Possui 1 665 quilômetros quadrados e segundo censo de 2018, havia 92 567 habitantes.